# Truro School
A Truro School egy koedukált iskola Truróban. 1880-ban alapították, ma metodista iskola. Alapításkor Trurói Középosztálybeli Fiúgimnázium volt a neve, s csak 1990-ben vált koedukálttá, mikor sikeresen integrálták az iskolába utolsó két évüket töltő lányokat.
A 2005-2006-os tanévben 810 diákjuk volt.
A Truro School jelenlegi igazgatója Paul Smith, mostani igazgatóhelyettesei Simon Price és Anita Firth.

## Felvételi és díjak
A tanulóknak felvételi vizsgát kell tenniük, melynek nehézsége megegyezik a 11 évesekkel íratott készségmérő vizsgával, de vannak olyanok, akik a 13 éveseknek kiírt feladatsort oldják meg, mert néhány iskola még mindig 9 évig tanít. Akadémiai (néha zenei és sport-) ösztöndíjakat is hirdet az iskola, és részt vesz az assisted place scheme-ben (segített helyek rendszere program) is.
2006 szeptemberétől a kollégiumi elhelyezést igénylők tandíja 5753 £, míg a nappali tanulók díja 2950 £ terminusonként.

## Elhelyezkedése és létesítményei
Egy Truróra néző hegy tetejére építették, ahonnét látható a trurói székesegyház is. Létesítményei közé tartozik az iskolai kápolna, a Burrell Színház, egy fedett, fűtött uszoda, két tornaterem, 16 hektárnyi sportterület, futópályák, tenisz- és squashpálya és egy műfüves pálya. Az iskolát a mozgássérültek nehezen tudják megközelíteni, mivel hegyen van, és csak két épületben van lift.

## Belső struktúra és házak
Az iskola a hagyományos számozási rendszert használja az osztályoknál. Ezek szerint megkülönböztet alsóbb évfolyamokat (lower school) – az első öt év – A képzés többi részét két részre bontja bontja, melyeket az angol hagyományokhoz híven alsó és felső hatodik osztálynak nevez. Ezek megegyeznek a mai állami iskolák 7-12. évfolyamaival.
Az első három év képzési normákra van osztva, ahol minden tantárgy megtalálható. A matematikát és az idegen nyelveket a képességek szerint bontott csoportokba tanítják. Az érettségire felkészítő 4. és 5. évben az osztályokat hasonló elvek alapján még kisebb csoportokra bontják, ahol már figyelembe veszik a választott tantárgyat is. Ez folytatódik a következő évbe is.
Minden tanuló egy iskolai "ház" tagja, mely besorolást a házak közötti versenyeknél és a sporteseményeknél alkalmaznak.
A házak és színeik:
- Wickett (vörös)
- Vinter (arany)
- School (zöld)
- Smith (kék)

## Elhelyezés
Bár a legtöbb tanuló csak napközben van az iskola intézményeiben, azonban van 95 bentlakós diák is, kiknek többsége tengerentúli, túlnyomó részt németek, akik az alsó hatodikban töltenek el ideiglenesen egy időt. Az iskolában négy panzió működik, kettő fiúknak, kettő pedig lányoknak nyújt szálláslehetőséget. Ezek:
- Poltisco: junior fiúk
- Trennick: szenior fiúk
- Pentreve: junior lányok
- Malvern: szenior lányok

A Tremick az egyetlen panzió, mely az iskola eredeti régi épületében helyezkedik el, bár mind a négy a mai kampusz része. A házakat családok üzemeltetik, melyekben a házas fenntartókon kívül oktatók is laknak.

## Fordítás
- Ez a szócikk részben vagy egészben  a   Truro School című angol Wikipédia-szócikk fordításán alapul.  Az eredeti cikk szerkesztőit annak laptörténete sorolja fel. Ez a jelzés csupán a megfogalmazás eredetét és a szerzői jogokat jelzi, nem szolgál a cikkben szereplő információk forrásmegjelöléseként.